# Uloborus krishnae
Uloborus krishnae es una especie de araña araneomorfa del género Uloborus, familia Uloboridae. Fue descrita científicamente por Tikader en 1970.
Habita en India.